# 인생의 반전
《인생의 반전》(영어: Big Business)은 미국에서 제작된 짐 에이브럼스 감독의 1988년 코미디 영화이다. 벳 미들러, 릴리 톰린 등이 출연하였고, 스티브 티시 등이 제작에 참여하였다.

## 출연
- 벳 미들러
- 릴리 톰린
- 프레드 워드
- 에드워드 허먼
- 미켈레 플라치도
- 대니얼 제롤
- 배리 프라이머스
- 마이클 그로스
- 니컬러스 코스터
- 노마 맥밀런
- 조 그리파시
- 존 비커리
- 메리 그로스
- 세스 그린
- 리오 버미스터
- 루시 웹
- 로이 브록스미스
- 카먼 아젠지애노
- 셜리 미첼

## 기타 제작진
- 배역: 하워드 퓨어
- 미술: 윌리엄 샌델